# Brometo de molibdênio(III)
Brometo de molibdênio(III) é um composto inorgânico de fórmula química MoBr3.